# Pascal Bieler
Pascal Bieler (* 26. Februar 1986 in Berlin) ist ein ehemaliger deutscher Fußballspieler und heutiger -trainer. Er ist seit der Saison 2025/26 Co-Trainer bei der SV Elversberg.

## Karriere

### Im Verein
Bieler begann das Fußballspielen beim Berliner Verein SC Tegel und ging mit 13 Jahren zu Hertha BSC. Mit 18 Jahren wechselte der Linksverteidiger von der Jugend in die zweite Mannschaft, wo er sofort Stammspieler wurde. Auch im zweiten Jahr war er in der Regionalliga-Mannschaft gesetzt und wurde auch in den erweiterten Kreis der ersten Mannschaft aufgenommen. In der Saison 2006/07 wurde er für ein Jahr an den Zweitligisten Rot-Weiss Essen ausgeliehen, wo er sich erneut sofort als Stammspieler bewährte. Nach der Rückkehr zu Hertha BSC spielte er zunächst wieder in der zweiten Mannschaft, die inzwischen in die Oberliga abgestiegen war. Zu Beginn der Rückrunde am 2. Februar 2008 absolvierte er aber gegen Eintracht Frankfurt mit dem Profikader sein erstes Bundesligaspiel über 90 Minuten. In fünf der letzten sechs Saisonspiele wurde er zudem eingewechselt.
Zur Saison 2008/09 verließ Bieler den Hauptstadtclub und wechselte erneut in die 2. Liga zum Bundesliga-Absteiger 1. FC Nürnberg. Dort spielte er zunächst in der Viertligamannschaft und kam dann ab dem 13. Spieltag regelmäßig in der ersten Mannschaft zum Zuge. Am 19. April 2009 erzielte er mit dem Kopf sein erstes Tor im Profifußball zur Führung beim 2:0-Erfolg über den FC St. Pauli. Nach 14 Liga- und zwei Relegationsspielen stieg er am Ende der Spielzeit mit dem FCN in die 1. Bundesliga auf und gehörte dabei zur mit Abstand erfolgreichsten Abwehr der 2. Liga in dieser Saison.
In der Saison 2009/10 war Bieler nur dritter linker Außenverteidiger hinter Javier Pinola und Juri Judt und kam daher nur zu drei Einsätzen, die er jedoch alle über die volle Zeit bestritt. Dabei gelang ihm eine Torvorlage gegen Eintracht Frankfurt. Als im Rückspiel der Relegation die komplette rechte Abwehrseite ausfiel, kam er dort erneut über 90 Minuten zum Einsatz und trug zum Klassenerhalt bei. Aber auch in seinem dritten Jahr bei den Franken konnte er sich nicht endgültig in der Bundesliga etablieren, sondern wurde nach vier Hinrundeneinsetzen in der Rückrunde gar nicht mehr eingesetzt. Sein Vertrag mit dem FCN wurde 2011 nicht verlängert und so wechselte Bieler zur Saison 2011/12 zum Drittligisten SV Wehen Wiesbaden, wo er einen Vertrag bis 30. Juni 2013 erhielt.
Nach Vertragsende wechselte Bieler im Juni 2013 zu den Würzburger Kickers in die Regionalliga Bayern. Bereits in seiner ersten Saison konnte Bieler mit den Kickers den Bayerischen Landespokal gewinnen. Nach dem Aufstieg in die 3. Liga wechselte Bieler zum Regionalligisten FSV Wacker 90 Nordhausen. Zur Saison 2016/17 schloss er sich dem Wuppertaler SV in der viertklassigen Regionalliga West an. Nach nur sieben Spielen für den Wuppertaler SV beendete Bieler im Winter 2016 seine aktive Laufbahn und übernahm den Trainerposten der U 19 des Vereins.

### Nationalmannschaft
Pascal Bieler wurde in seiner Zeit bei Hertha BSC zum Jugendnationalspieler. Nach diversen Einsätzen in den einzelnen Jahrgängen nahm er im Juli 2005 mit der U-19-Auswahl an der Europameisterschaft 2005 in Nordirland teil und schied dort im Halbfinale gegen Frankreich aus. Ein Jahr später, am 15. August 2006, absolvierte Bieler sein erstes Spiel in der deutschen U21-Nationalmannschaft. Es folgten zehn weitere Einsätze, ehe er gegen Dänemark 2008 sein letztes Spiel bestritt. Sein einziges Tor in über 50 Junioren-Nationalspielen erzielte er 2006 gegen die U-20-Auswahl von Österreich.

### Karriere als Trainer
Nach dem Ende seiner Aktivenkarriere stand Bieler weiterhin bei seinem letzten Klub, dem Wuppertaler SV, als Trainer unter Vertrag. Seit 2016 betreute er die U19 des Vereins, zunächst als Co-, dann auch als Cheftrainer. Im März 2019 übernahm er bis Saisonende interimistisch das Amt des Cheftrainers der Regionalligamannschaft vom entlassenen Adrian Alipour. Seit Juli 2020 betreute er die zweite Herrenmannschaft von Borussia Dortmund als Co-Trainer. Im September 2022 wechselte er mit einem bis 2025 gültigen Vertrag ausgestattet als Cheftrainer zum TSV Steinbach Haiger in die viertklassige Regionalliga Süd-West, sein Vorgänger Ersan Parlatan war kurz nach Saisonbeginn als Assistent von Robert Klauß zum 1. FC Nürnberg gegangen. Er steht seit der Saison 2025/26 zunächst für zwei Jahre als Co-Trainer beim Zweitligisten SV Elversberg unter Vertrag, nachdem er im Januar 2025 den DFB-Lehrgang zum Erwerb der Pro-Lizenz erfolgreich absolviert hat.

## Erfolge
- Aufstieg in die Bundesliga 2009 mit dem 1. FC Nürnberg
- Gewinn des Bayerischen Toto-Pokals 2014 mit dem FC Würzburger Kickers
- Meister der Regionalliga Bayern 2015 mit dem FC Würzburger Kickers
- Aufstieg in die 3. Liga mit dem FC Würzburger Kickers